# Palazzo Ducale (Urbino)
Het Palazzo Ducale is een renaissance-paleis in Urbino in Marche, Italië. Het staat op de UNESCO Werelderfgoedlijst. Het heeft een façade met twee torens.
De opdrachtgever was de graaf Federico da Montefeltro in het midden van de 15de eeuw. De architect was de Italiaan Luciano Laurana.

## Studiolo
De Studiolo is een studiekamer van 3,60 × 3,35 m.
Het bevat gebeeldhouwde houten wanden met diverse afbeeldingen. Daarboven zijn twee rijen met portretten.

## Galleria Nazionale delle Marche
In het gebouw is ook het museum Galleria Nazionale delle Marche gevestigd. Het bevat veel renaissancekunst van onder anderen Melozzo da Forlì en Justus van Gent. Belangrijke werken zijn onder meer 'La Muta' (Rafaël), 'Veduta della Città Ideale' (Piero della Francesca) en 'De opstanding' (Titiaan).

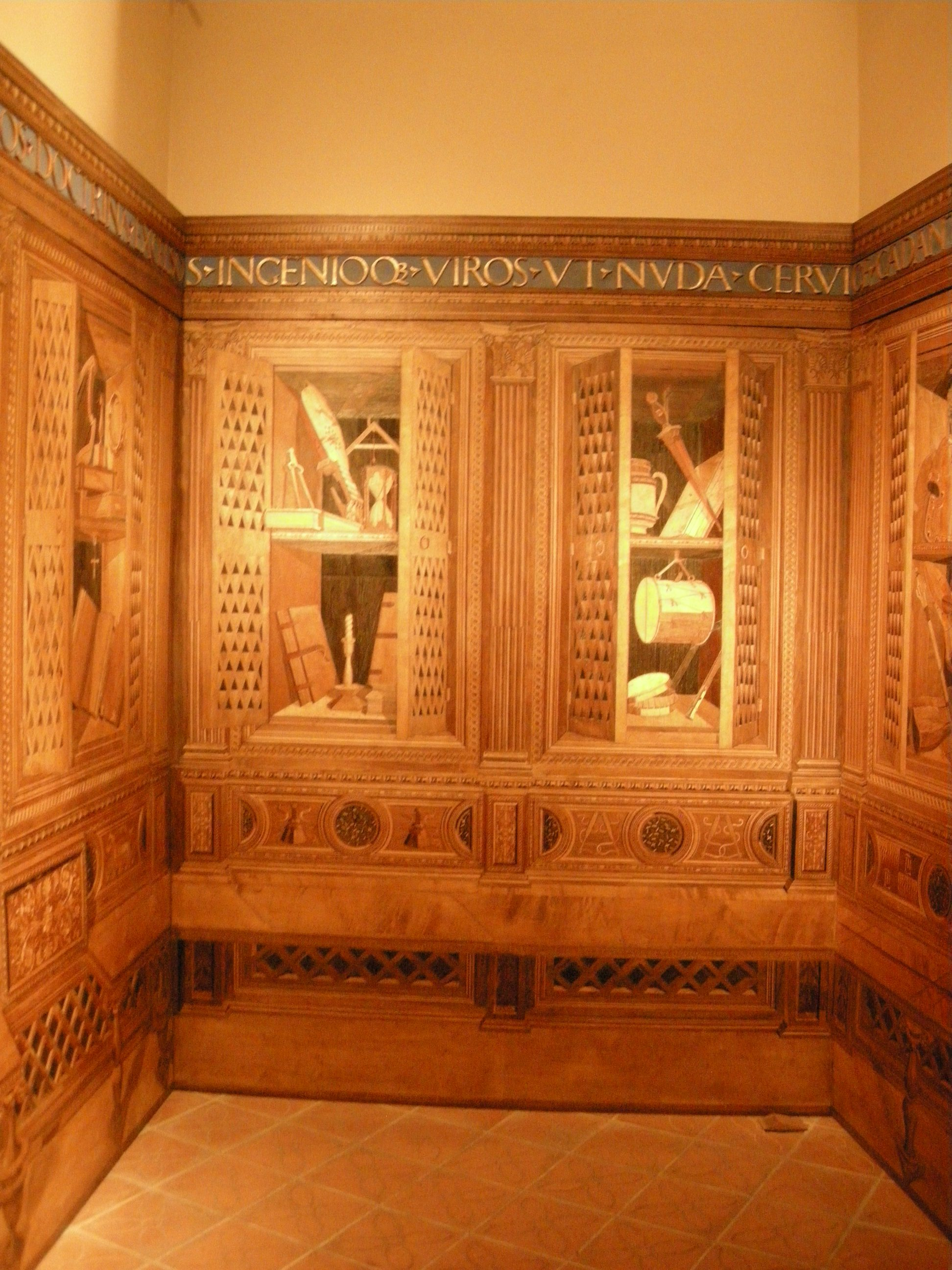
Studiolo
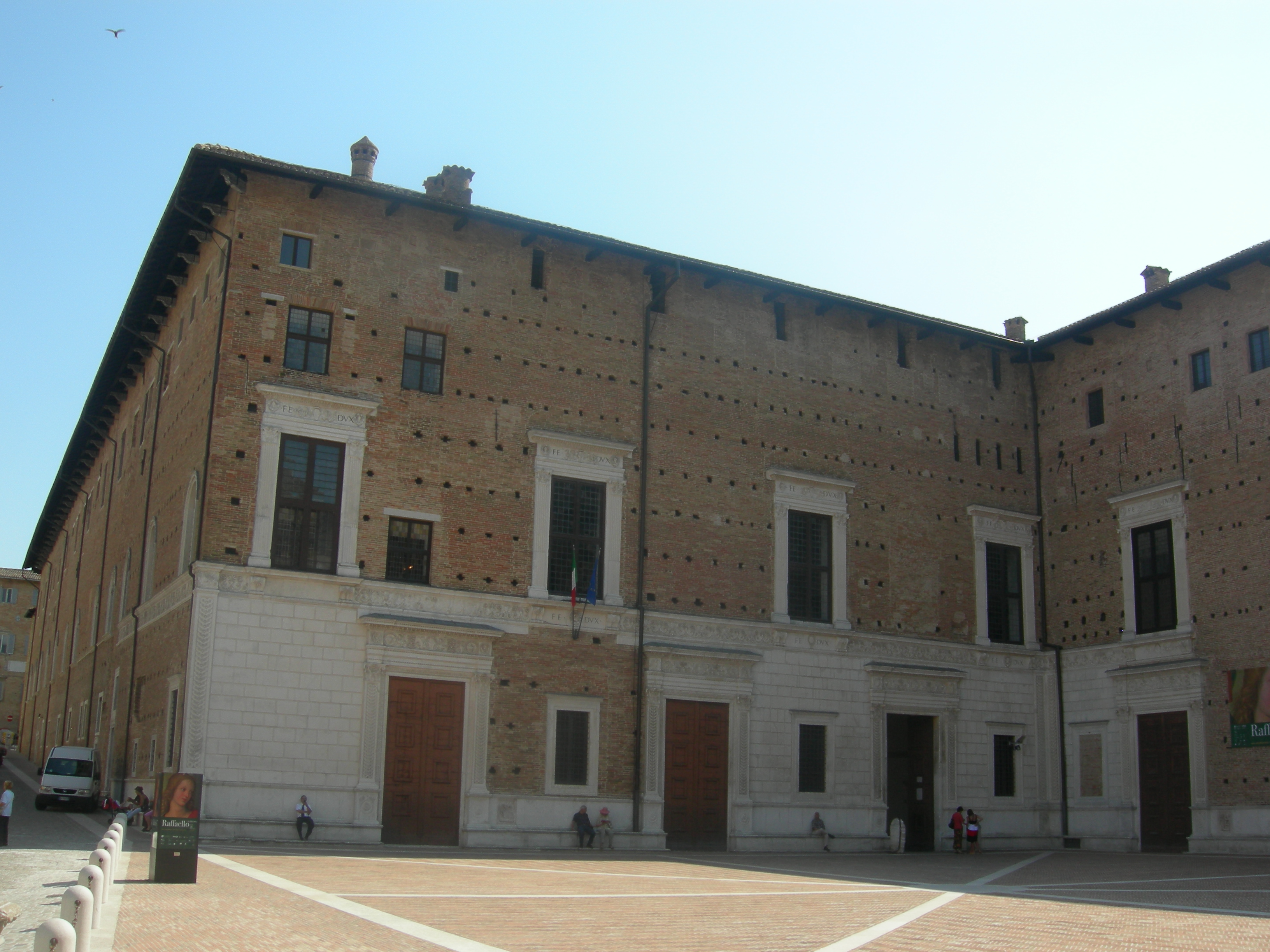
Galleria Nazionale delle Marche
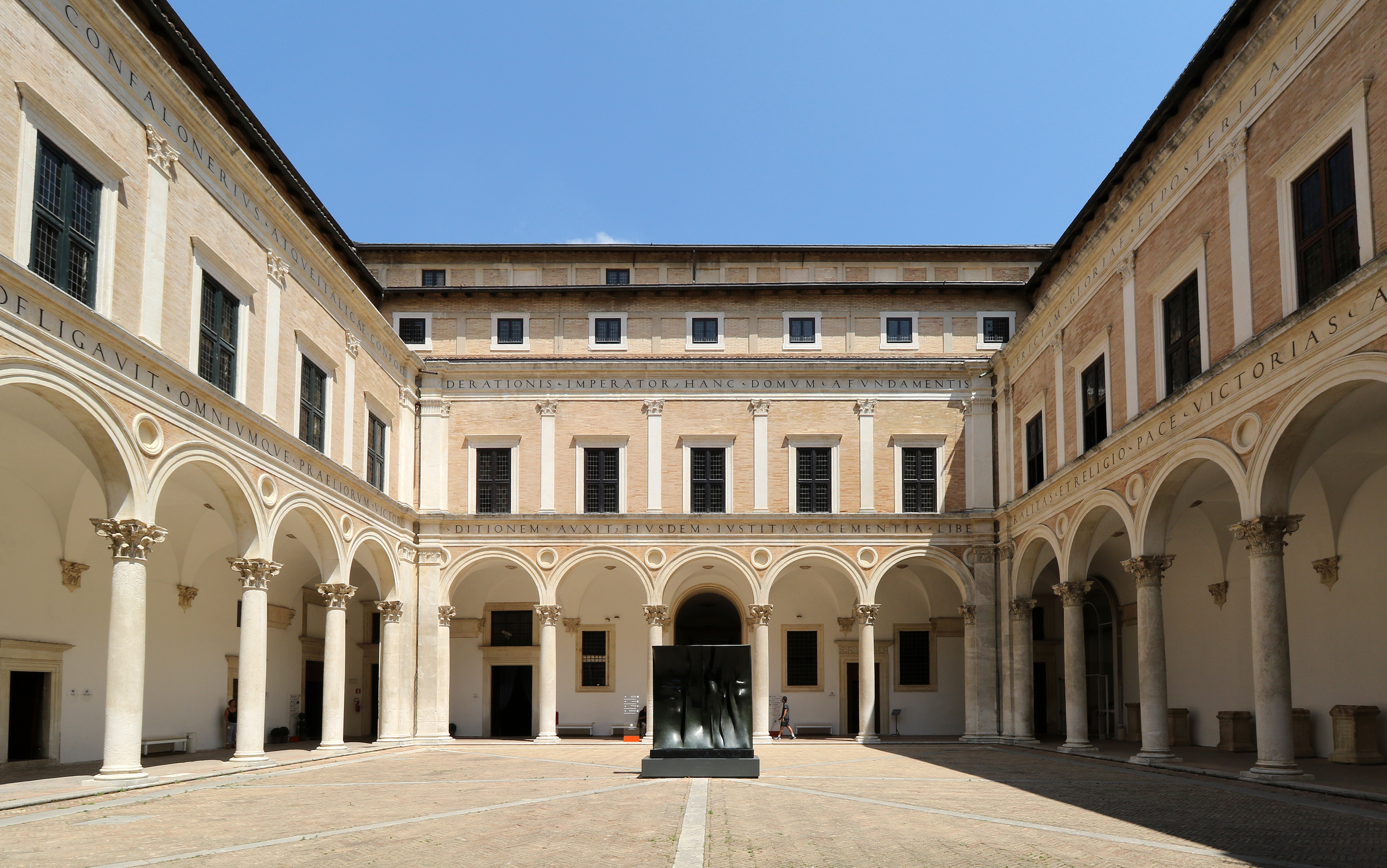
Binnenplaats